# Mario Domínguez

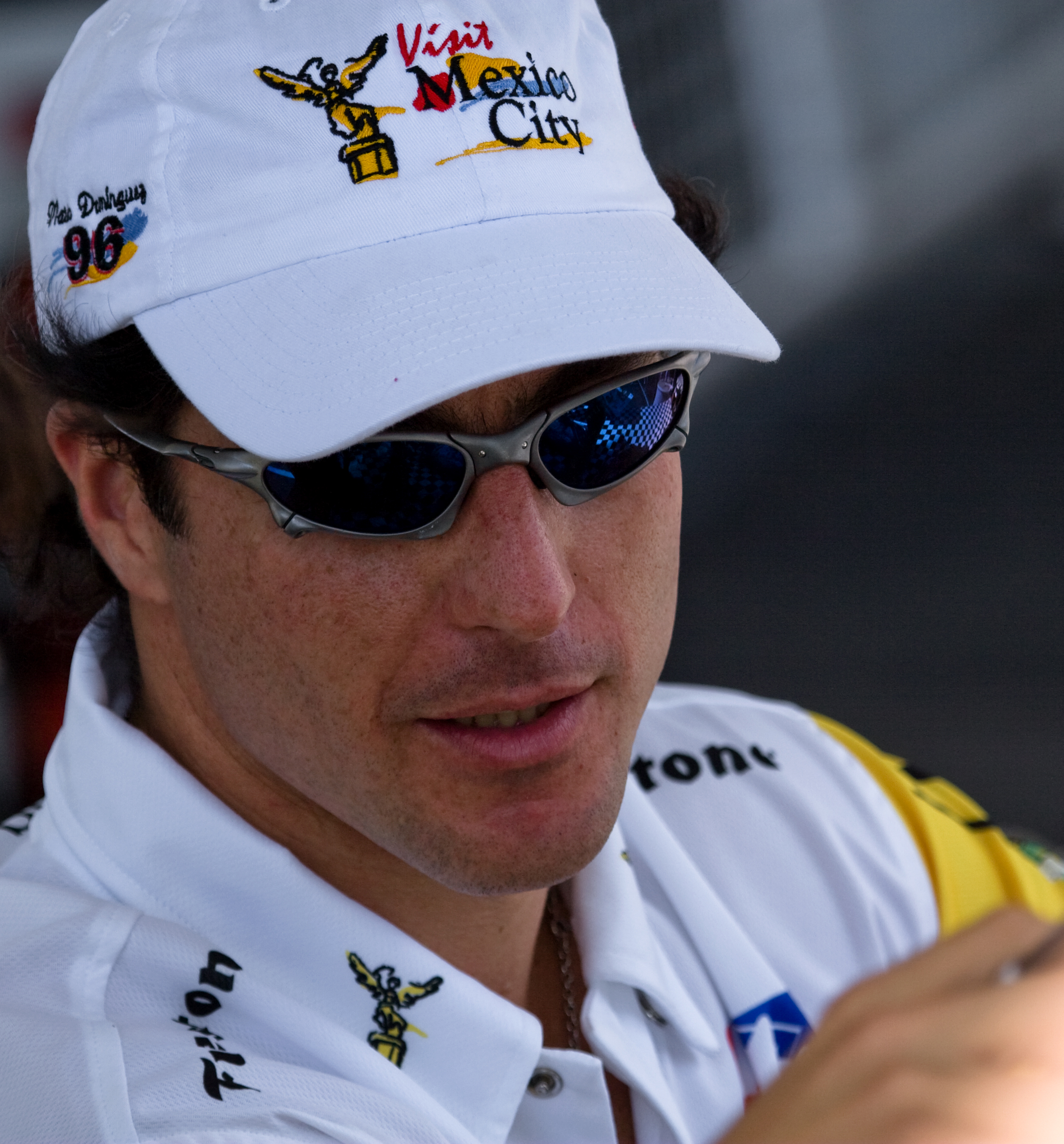
Mario Domínguez 2008

Mario Domínguez (* 1. Dezember 1975 in Mexiko-Stadt, Mexiko) ist ein mexikanischer Automobilrennfahrer. Er fährt derzeit für Pacific Coast Motorsports in der IndyCar Series, nachdem er zuvor lange Zeit in der ChampCar-Serie aktiv war.

## Karriere
Seinen ersten Auftritt in der ChampCar-Serie hatte Domínguez 2002 für das Team Herdes Competition, bei dem er bis 2004 blieb. In dieser Zeit konnte er zwei Rennen gewinnen, 2002 in Surfers Paradise ein durch eine sehr lange Safety-Car-Phase dominiertes Rennen und 2003 in Downtown Miami. 2002 war er zudem Rookie of the Year. Für die Saison 2005 wechselte er zu Forsythe Racing, herausragende Erfolge blieben aber aus. Im Verlauf der Saison 2006 wurde er von dem Team entlassen, nachdem er zweimal am Start mit seinem Teamkollegen Paul Tracy kollidiert war und ging zu Dale Coyne Racing. Für die letzten drei Rennen der Saison konnte er durch Sponsorgelder von Pemex einen Platz bei Rocketsports bekommen.
Seine Aktivitäten in der Saison 2007 sind bezeichnend für die chaotische letzte Saison der ChampCars. Die ersten drei Rennen fuhr er wieder für Forsythe, wo er dann durch Oriol Servià ersetzt wurde. Danach blieb er vier Rennen ohne Einsatz, danach gab es je einen Einsatz für PKV Racing als Ersatz für den verletzten Tristan Gommendy und für Pacific Coast Motorsports (PCM) als Ersatz für Ryan Dalziel. Einen weiteren Einsatz gab es für Minardi Team USA als Ersatz für den gesperrten Dan Clarke. Für die beiden letzten Rennen, darunter eines Mexiko-Stadt fuhr er wiederum für PCM.
Für die Saison 2008 sollte er ebenfalls in für PCM starten. Da die Saison aber nicht zu Stande kam, verzichtete PCM zunächst auf weitere Renneinsätze. Man war jedoch mit zwei Autos beim ChampCar-Abschied in Long Beach am Start, wovon eines davon von Domínguez gefahren wurde, der den dritten Platz belegte. Das Team will nun ab dem Indy 500 die komplette IndyCar-Saison mit einem Auto mit Visit Mexico City-Sponsoring bestreiten. Für das Indy 500 konnte man sich allerdings nicht qualifizieren, da Domínguez das Auto in der zweiten Runde in die Wand setzte – die erste Runde war noch eine der schnellsten, die an dem Qualifikationstag überhaupt gefahren wurde. Mit dem Rennen auf der Milwaukee Mile trat das Team dann als inzwischen 27. fester Teilnehmer an. Die eigentlich nur auf 26 Fahrzeuge ausgelegte Boxengasse wurde extra etwas angepasst. Bisher hat das Team aber noch arge Probleme, die Geschwindigkeit in den Ovalen mitzugehen.

## Statistik

### Indy-Car-Ergebnisse
| Jahr | Team          | 1   | 2   | 3        | 4      | 5   | 6       | 7       | 8      | 9   | 10  | 11  | 12  | 13  | 14  | 15  | 16  | 17  | 18  | 19   | Rang | Punkte |
| ---- | ------------- | --- | --- | -------- | ------ | --- | ------- | ------- | ------ | --- | --- | --- | --- | --- | --- | --- | --- | --- | --- | ---- | ---- | ------ |
| 2008 | Pacific Coast | HMS | STP | MOT1 DNP | LBH1 3 | KAN | IND DNQ | MIL Ret | TXS 21 | IOW | RIR | WGL | NSH | MDO | EDM | KTY | SNM | DET | CHI | SRF2 | 26.* | 57*    |

* Stand nach TXS
1 beide Rennen am gleichen Tag.
2 keine Punkte.